# Precatório
Precatórios são formalizações de requisições de pagamento de determinada quantia por beneficiário, devida pela Fazenda Pública, em face de uma condenação judicial definitiva, ou irrecorrível.
As execuções para a cobrança de dívidas da Fazenda Pública (União, Estados, Municípios, Autarquias e Fundações Públicas de Direito Público) não se processam pela penhora de bens dos entes públicos, mas pela expedição de uma ordem de pagamento, para a inclusão da dívida no orçamento público. Esta ordem é conhecida como ofício requisitório.
Excluem-se da expedição de precatório as dívidas de pequeno valor, assim consideradas as inferiores a 60 salários mínimos para as dívidas da fazenda federal,  a 40 salários mínimos para a fazenda estadual e distrital e a 30 salários mínimos para a fazenda municipal, a não ser que haja alguma lei estadual ou municipal estipulando outro limite.
Ao fim da execução judicial, o juiz, a pedido do credor e após parecer favorável do Ministério Público, emite um ofício ao presidente do tribunal ao qual se vincula, para requerer o pagamento do débito. As requisições recebidas no Tribunal até 1 de julho são autuadas como Precatórios, atualizadas nesta data e incluídas na proposta orçamentária do ano seguinte. Caso a requisição seja feita após esse dia ela entra no orçamento do ano subsequente.
Até 31 de dezembro do ano para o qual foi o pagamento previsto no orçamento, a União deve depositar o valor dos precatórios junto ao tribunal. Após a liberação da quantia, o tribunal procede ao pagamento, primeiramente dos precatórios de créditos alimentares e depois dos de créditos comuns, conforme a ordem cronológica de apresentação.
Após a abertura de uma conta de depósito judicial para cada precatório, na qual é creditado o valor correspondente, o tribunal encaminha um ofício ao juízo de origem para disponibilizar a verba. Efetuada a transferência, o juiz da execução determina a expedição do alvará de levantamento, permitindo o saque pelo beneficiário, e o Precatório é arquivado no Tribunal.
Na Justiça do Trabalho, os precatórios são expedidos pela Vara do Trabalho, após o trânsito em julgado das ações contra os entes de direito público, sendo remetidos ao Tribunal, de onde são geridos pelo Presidente do TRT.

## Legislação
De acordo com o atual ADCT (Atos das Disposições Constitucionais Transitórias) os Governos podem parcelar em dez (os chamados Décimos) parcelas anuais e consecutivas os valores originados em cumprimento às decisões judiciais, que tenham como comando a determinação do pagamento de quantias pelo Poder Público.
"Art. 78. Ressalvados os créditos definidos em lei como de pequeno valor, os de natureza alimentícia, os de que trata o art. 33 deste Ato das Disposições Constitucionais Transitórias e suas complementações e os que já tiverem os seus respectivos recursos liberados ou depositados em juízo, os precatórios pendentes na data de promulgação desta Emenda e os que decorram de ações iniciais ajuizadas até 31 de dezembro de 1999 serão liquidados pelo seu valor real, em moeda corrente, acrescido de juros legais, em prestações anuais, iguais e sucessivas, no prazo máximo de dez anos, permitida a cessão dos créditos. (Incluído pela Emenda Constitucional nº 30, de 2000)"
Não são títulos pois representam créditos em desfavor da união e não títulos cuja emissão depende de normas legais e lastro patrimonial para emissão. Outra característica muito importante dos precatórios que os diferem dos "títulos" é que aqueles não possuem poder executório, isto é, mesmo vencidos, os precatórios não podem ser executados pelo seu credor, haja vista que o precatório já é a materialização de uma execução de sentença.
A questão de honrados ou não, não influencia sua denominação precatório, pois, mesmo os honrados são precatórios.
São constituídos a partir do trânsito em julgado de ações em que a União ou Estados e Municípios são condenados a pagar certa quantia.
Essa quantia é formalizada para pagamento através de determinação do Tribunal condenante para que o ente condenado "pague" tal quantia - o ato de determinar esse pagamento é denominado formalização do precatório. A forma com que o mesmo será pago é que está facultado ao poder público parcelar em até 10 parcelas anuais (adct 78 e ec. 30 de 2000).